# Amycus spectabilis
Amycus spectabilis is een spinnensoort in de taxonomische indeling van de springspinnen (Salticidae).
Het dier behoort tot het geslacht Amycus. De wetenschappelijke naam van de soort werd voor het eerst geldig gepubliceerd in 1846 door Carl Ludwig Koch.